# Dia Internacional dos Pronomes
O Dia Internacional dos Pronomes é um evento anual que busca tornar comum o compartilhamento e o respeito aos pronomes pessoais ou a linguagem pessoal de tratamento em geral. Acontece todos os anos na terceira quarta-feira de outubro. A primeira observância foi realizada em 2018 e, naquele ano, havia participantes de 25 países de todos os continentes, exceto da Antártica. As hashtags do Twitter #InternationalPronounsDay e #PronounsDay são usadas.
Existem vários tipos diferentes de pronomes em português e em outras línguas. O Dia Internacional dos Pronomes se concentra especificamente em se referir a pronomes pessoais de terceira pessoa, que são usados para descrever uma pessoa quando se está falando sobre ela. Usar pronomes errados para se referir a pessoas trans ou não binárias pode desestabilizar a saúde mental delas.

## Contexto
Pessoas transgênero, especialmente aquelas cujo gênero está ou é percebido como fora do binário de gênero, às vezes são assediadas e tratadas com hostilidade. Isso geralmente é demonstrado pelo uso intencional ou repetido dos pronomes errados. A violência anti-transgênero afeta desproporcionalmente mulheres trans e mulheres de cor. As pessoas afetadas por essas questões podem sentir que usarem seus pronomes de preferência é um passo crítico para a inclusão social, o reconhecimento e valorização a humanidade das pessoas trans, inconformistas, dissidentes ou questionantes de gênero.
O evento foi estabelecido por um conselho independente. O objetivo é aumentar a conscientização sobre o respeito aos pronomes que as pessoas usam para si mesmas, particularmente pessoas transgênero ou não-conformes de gênero. O combate ao determinismo biológico, com o intuito de evitar presumir pronomes com base na aparência, é um dos objetivos.

## História
A data comemorativa foi estabelecida em 2018.
Em 2021, o Departamento de Estado dos Estados Unidos publicou postagem celebrando o Dia Internacional dos Pronomes.